# Zeltweg
Zeltweg es una localidad de Austria ubicada en la región de Estiria. El pueblo se encuentra en la cuenca del río Mur y cerca de las municipalidades de Judenburg, Knittelfeld y Fohnsdorf.